# Heinrich Hansmann

Heinrich Hansmann

Heinrich Hansmann (* 8. Februar 1861 in Eichlinghofen; † 16. Mai 1932 ebenda) war ein deutscher Politiker (SPD) und Gewerkschafter.

## Leben und Wirken
Heinrich Hansmann wurde 1861 als ältestes von sechs Kindern eines Bergmanns in Eichlinghofen (heute Stadtteil von Dortmund) geboren. Nach dem Besuch der Dorfschule in Eichlinghofen verdiente Hansmann seinen Lebensunterhalt als Bergmann. Er engagierte sich bereits früh in der Gewerkschaftsbewegung und der Sozialdemokratie. Beim Bergarbeiterstreik von 1889 und der sich daran anschließenden Gründung des Verbandes zur Wahrung und Förderung der bergmännischen Interessen in Rheinland und Westfalen nahm er in Dorstfeld eine führende Rolle ein. Auch an der Gründung der Zahlstelle des Bergarbeiterverbandes in Eichlinghofen, der Arbeiterkulturvereinigung, des Turnvereins Eintracht Eichlinghofen und des Arbeitersängervereins Bruderhand war er beteiligt.
Bei der Kommunalwahl 1893 zog Hansmann – trotz Dreiklassenwahlrecht – als erster Sozialdemokrat in die Eichlinghofer Gemeindevertretung ein. 1905 übernahm er auch den Posten des hauptamtlichen Bezirksleiters des Bergarbeitervereins in seiner Heimat. Von 1919 bis 1929, dem Jahr der Eingemeindung Eichlinghofens nach Dortmund, war er dort Gemeindevorsteher. Bei der Wahl zur Deutschen Nationalversammlung im Januar 1919 wurde Hansmann für den Wahlkreis Westfalen-Süd in dieses verfassungsgebende Parlament gewählt, dem er bis zum Zusammentritt des ersten Reichstags der Weimarer Republik im Juni 1920 angehörte, in dem er bis zum Mai 1924 als Abgeordneter vertreten war. Im Jahr 1926 legte Hansmann sein Amt als Bezirksleiter des Bergarbeitervereins nieder, übernahm dafür aber den Vorsitz im SPD-Bezirk Barop-Eichlinghofen.
Heinrich Hansmann war mit Emma Hansmann, geborene Ruhfus verheiratet. Das Ehepaar hatte neun Kinder, darunter den Politiker Wilhelm Hansmann. 
Heinrich Hansmann starb am 16. Mai 1932 im Dortmunder Stadtteil Eichlinghofen. An seiner Gedächtnisfeier nahmen Tausende teil.